# Concertino per a violoncel, metall, piano i bateria
El Concertino per a violoncel, metall, piano i bateria, H.143, va ser compost per Bohuslav Martinů l'any 1924 durant el seu període a París. Es va estrenar a Praga el 24 de març de 1949 dirigit per Václav Neumann.